# Sinal da cruz

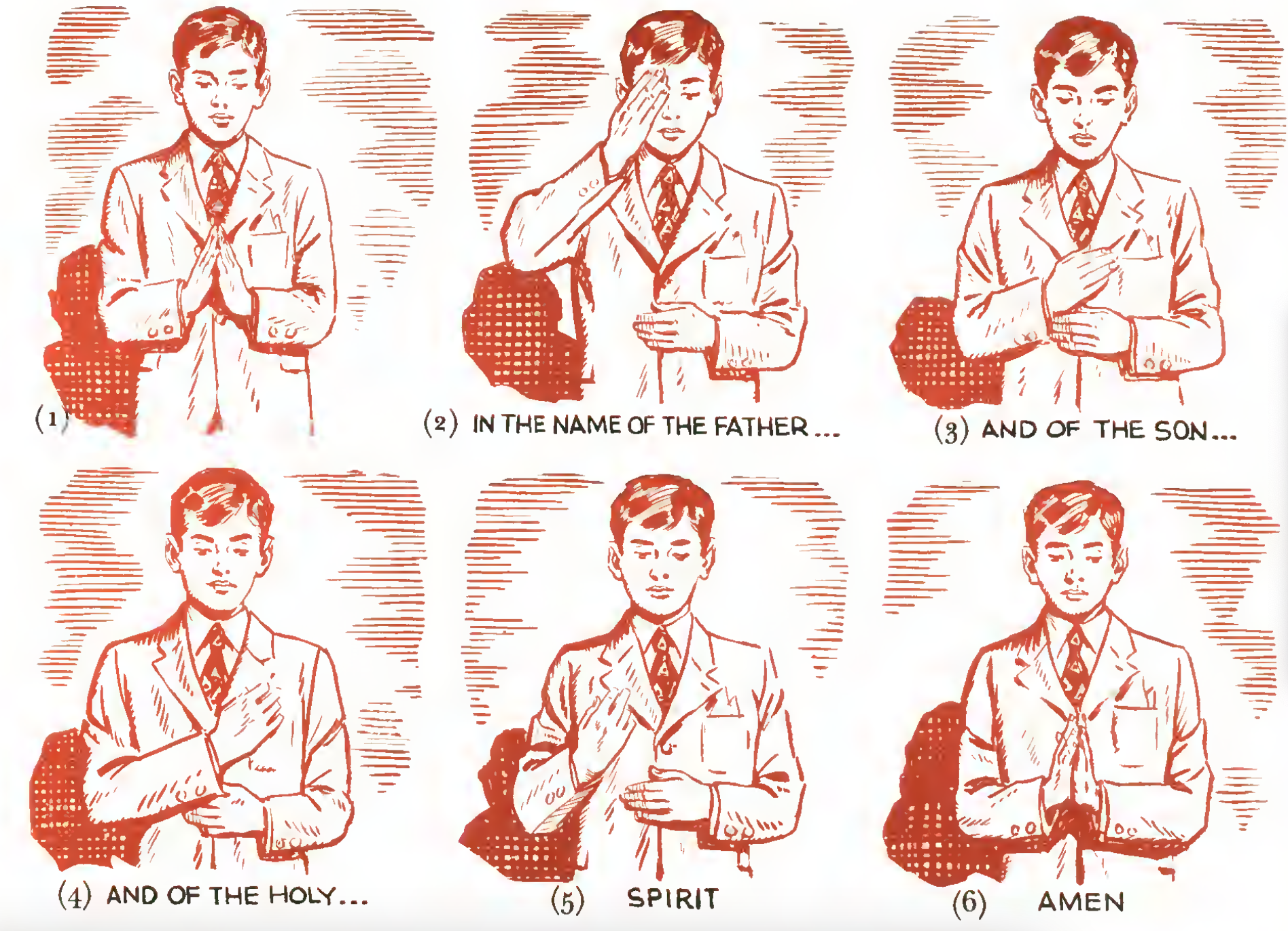
Os passos para fazer o grande sinal da cruz nos ritos católico e protestante.

O Sinal da Cruz é um movimento ritual executado com as mãos pela maioria dos ramos do Cristianismo. O sinal da cruz é realizado desenhando-se no ar uma cruz, sobre si mesmo, sobre outras pessoas ou sobre objetos. Existem duas formas principais de se traçar o Sinal da Cruz, uma seguida pelas Igrejas do Oriente e outra pelas Igrejas do Ocidente, mas raramente é usado por alguns ramos do Protestantismo. O sinal pode ou não ser acompanhado por uma fórmula verbal. O Sinal da Cruz é um dos símbolos mais básicos da religião cristã, relembrando a importância do sacrifício de Cristo na Cruz.

## O gesto

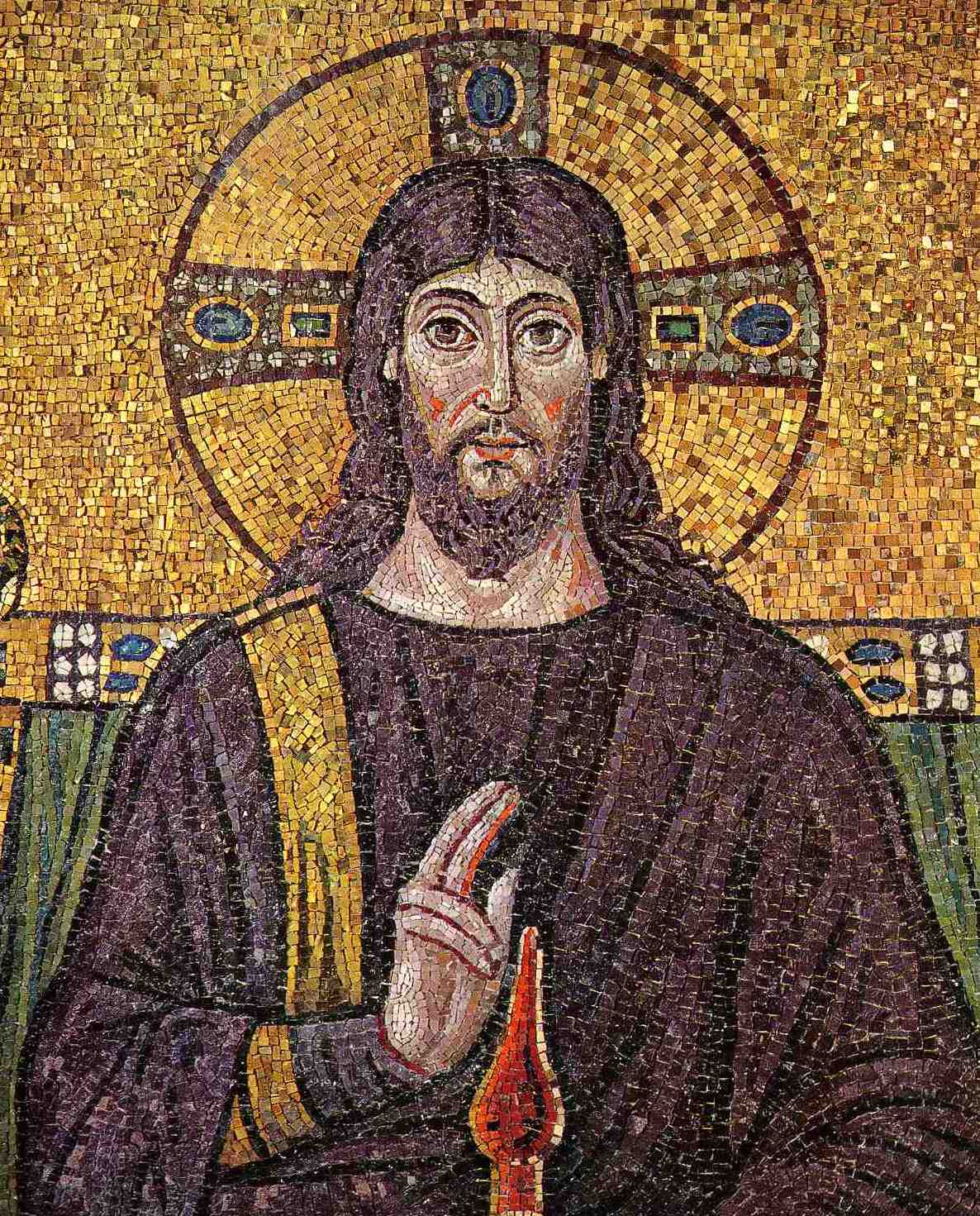
Jesus retratado fazendo o sinal da cruz para o espectador, numa bênção.

### Origens
Inicialmente, por volta do século II, o sinal da cruz era traçado apenas com o polegar sobre a fronte da pessoa. No momento da Crisma ainda hoje o bispo traça o mesmo sinal sobre o candidato. Esta modalidade ainda persiste em outros momentos, embora modificada. Na missa católica os fiéis traçam este sinal na testa, como antigamente, mas também a seguir sobre os lábios e sobre o peito, durante a Proclamação do Evangelho. Por volta do século IV começaram a ser registradas variações nos locais e amplitude dos movimentos, até que o sinal se tornou largo como é hoje.

### A Mão
No Ocidente é usada a mão direita aberta, e os cinco dedos abertos representam as cinco chagas de Jesus, como também uma saudação a toda a criação de Deus. Nas igrejas do Oriente a mão é parcialmente fechada, e os dedos polegar, indicador e médio tocam-se nas pontas, simbolizando a Santíssima Trindade, enquanto que os dois dedos restantes, pressionados contra a palma, simbolizam a dupla natureza de Jesus Cristo. Na Rússia os Antigos Crentes unem apenas dois dedos, o polegar e o indicador.

### O Movimento
Nas Igrejas Ocidentais o sinal da cruz é feito tocando-se em sequência a testa, ao peito, o ombro esquerdo e o ombro direito, acompanhando o movimento com a fórmula verbal Em nome do Pai (toca-se a testa), e do Filho (toca-se o centro do peito ou o umbigo), e do Espirito (toca-se o ombro esquerdo) Santo (toca-se o ombro direito). Amém (pode-se voltar a tocar o peito, e o Amém pode ser substituído por uma outra jaculatória, conforme a tradição de cada Igreja). A testa simboliza o céu e a sabedoria, o peito simboliza o infinito amor de Jesus e Deus, e os ombros significam o poder de Deus e uma oração ao Espírito Santo.
As Igrejas Orientais traçam o sinal da seguinte maneira: tocam-se, com os três dedos unidos (polegar, indicador e dedo médio) — representando a Santíssima Trindade, os outros dois dedos (anelar e mínimo) ficam encostados na palma da mão — representando as duas naturezas de Jesus, isto é, a humana e a divina; em sequência a testa, a região da cintura (e não o peito), o ombro direito e o ombro esquerdo, acompanhando o movimento com a fórmula verbal Em nome do Pai (toca-se a testa e em seguida a região da cintura), do Filho (toca-se o ombro direito), e do Espírito Santo (toca-se o ombro esquerdo).

### Uso
O sinal da cruz pode ser feito por devotos sobre si mesmos como uma forma de oração ou purificação, e pelo clero sobre os devotos ou sobre objetos como uma forma de bênção. Sacerdotes podem abençoar apenas com a mão direita, mas os bispos podem fazê-lo com as duas mãos ao mesmo tempo. No culto ou missa o sinal da cruz é empregado em momentos específicos: o povo o faz no início da Eucaristia, no Evangelho e na benção final, e o sacerdote oficiante ainda o traça sobre o pão e o vinho no momento da consagração. Na Confirmação o sinal é traçado com o polegar sobre a fronte do candidato com óleo consagrado. No Rito Tridentino se usa traçar o sinal sobre as espécies muitas vezes. Quando são abençoadas multidões os sacerdotes costumam traçar o sinal três vezes. Nos ritos ortodoxos o sinal é mais largamente empregado.
As populações usam o sinal da cruz nas mais variadas ocasiões, conforme o costume de seu credo ou sua devoção particular: quando ouvem alguma blasfêmia, antes de empreender algo arriscado, diante de algum ícone sagrado, ao entrar, sair ou passar por algum templo, etc.

### Pelo-sinal
Pelo Sinal da Santa Cruz, ou simplesmente "pelo-sinal", é uma oração da Igreja Católica.
Mais do que um simples gesto ritualístico, trata-se de uma oração bem curtinha, que deve ser acompanhada dos gestos do sinal da cruz, feitos com a mão direita na testa, na boca e sobre o coração.